# Swinhoe-Streifenhörnchen
Das Swinhoe-Streifenhörnchen oder Chinesisches Baumstreifenhörnchen (Tamiops swinhoei) ist eine Hörnchenart aus der Gattung der Baumstreifenhörnchen (Tamiops). Es kommt in der zentralen und südlichen Volksrepublik China sowie dem nördlichen Myanmar und Vietnam vor.

## Merkmale
Das Swinhoe-Streifenhörnchen erreicht eine Kopf-Rumpf-Länge von etwa 14,0 bis 16,4 Zentimetern bei einem Gewicht von etwa 67 bis 90 Gramm, es ist damit die größte Art der Gattung. Der Schwanz wird 6,7 bis 11,6 Zentimeter lang und ist damit etwas kürzer als der restliche Körper. Der Hinterfuß wird 28 bis 35 Millimeter lang, die Ohrlänge beträgt 9 bis 16 Millimeter. Das Fell der Tiere ist weich und lang, die Grundfarbe der Rückenseite ist olivbraun bis ‑grau. Darauf befinden sich drei dunkle Längsstreifen, die von hellbraunen Streifen getrennt werden. Der mittlere Streifen ist schwarz und etwa 9 bis 10 Millimeter breit, die beiden äußeren sind heller braun. Die dazwischenliegenden Steifen sind hell olivgelb bis ‑grau, teilweise auch sandfarben. Unter dem Auge befindet sich ein blasser Streifen, der im Gegensatz zu dem beim Himalaya-Streifenhörnchens (Tamiops mcclellandii) keinen Kontakt zum hellen Streifen des Rückens hat. Die Bauchseite ist weißlich.
| 1 | · | 0 | · | 2 | · | 3 | = 22 |
| 1 | · | 0 | · | 1 | · | 3 | = 22 |

Der Schädel hat eine Gesamtlänge von 31 bis 41 Millimetern und entspricht im Aufbau dem anderer Arten der Gattung. Alle Arten der Gattung besitzen im Oberkiefer pro Hälfte einen zu einem Nagezahn ausgebildeten Schneidezahn (Incisivus), dem eine Zahnlücke (Diastema) folgt. Hierauf folgen zwei Prämolare und drei Molare. Im Unterkiefer ist dagegen nur ein Prämolar ausgebildet. Insgesamt verfügen die Tiere damit über ein Gebiss aus 22 Zähnen.

## Verbreitung
Das Swinhoe-Streifenhörnchen kommt in der zentralen und südlichen Volksrepublik China sowie dem nördlichen Myanmar und Vietnam vor. Darüber hinaus könnte es im Norden von Laos vorkommen, entsprechende Nachweise fehlen jedoch. In der Volksrepublik China umfasst das Gebiet Teile der Provinzen Yunnan, Sichuan und Xizang sowie Hebei und Peking, Henan, Shaanxi, Shanxi, Gansu, Ningxia und Hubei.
Die Höhenverbreitung reicht von 1000 bis etwa 3900 Meter. Mit dem Verbreitungsgebiet des Himalaya-Streifenhörnchens gibt es nur geringe Überlappungen im Südwesten des Verbreitungsgebietes, wo die Tiere jedoch in deutlich unterschiedlichen Höhen vorkommen. So lebt das Swinhoe-Streifenhörnchen in diesen Gebieten in den Höhenlagen von 2500 bis 3000 Metern in Laub- und Nadelwäldern unterhalb der Schneegrenze, während sich das Himalaya-Streifenhörnchen in diesen Gebieten in den tieferen Lagen sowie im Flachland in tropischen Wäldern in Höhen von 300 bis 600 Metern aufhält.

## Lebensweise
Das Swinhoe-Streifenhörnchen lebt in nahezu allen Baumbeständen seines Verbreitungsgebietes, auch in Sekundärwäldern und Gärten. Es ist weitestgehend dämmerungsaktiv und baumlebend, dabei bewohnt es Höhlen in den Baumstämmen; sehr selten können die Tiere auch am Boden beobachtet werden. Zwischen den Bäumen bewegt es sich mit weiten Sprüngen fort.
Die Hörnchen ernähren sich vor allem von jungen Knospen, Früchten und Insekten. Die Kommunikation erfolgt durch laute, hohe Rufe, die denen von Vögeln entsprechen.

## Systematik
Das Swinhoe-Streifenhörnchen wird als eigenständige Art innerhalb der Gattung der Baumstreifenhörnchen (Tamiops) eingeordnet, die aus vier Arten besteht. Die wissenschaftliche Erstbeschreibung stammt von Henri Milne Edwards aus dem Jahr 1874, der die Art anhand von Individuen aus Baoxing in der Provinz Sichuan in China beschrieb. Verschiedene Autoren sehen das Küsten-Streifenhörnchen (Tamiops maritimus) als Unterart des Swinhoe-Streifenhörnchens an. Der Artzusatz im wissenschaftlichen Namen ehrt den britischen Naturforscher Robert Swinhoe.
Innerhalb der Art werden gemeinsam mit der Nominatform vier Unterarten unterschieden:
- Tamiops swinhoei swinhoei (Nominatform) im südlichen China in Sichuan und im Norden von Yunnan.  Die Grundfärbung ist gelblich-braun, der mittlere Rückenstreifen ist breiter als der des Himalaya-Streifenhörnchens (Tamiops mcclellandii). Der helle Seitenstreifen ist trübgelb und steht mit dem Wangenstreifen nicht in Kontakt. Der Bauch ist sandfarben-weiß.
- Tamiops swinhoei olivaceus in Vietnam und im südlichen Yunnan. Die Form ist in ihrer Grundfärbung sehr dunkel.
- Tamiops swinhoei spencei im nördlichen Myanmar sowie im nordwestlichen Yunnan und südöstlichen Xizang. Bei dieser Unterart sind die hellen Seitenstreifen sehr undeutlich.
- Tamiops swinhoei vestitus im nördlicheren China. Die Unterart ist blasser als die Nominatform und auch die hellen Seitenstreifen sind sehr blass ausgebildet.

Smith & Yan Xie 2009 unterscheiden demgegenüber allein für China acht Unterarten. Neben den genannten benennen sie T. s. chingpingensis aus dem westlichen Yunnan, T. s. clarkei vom Oberlauf des Jangtsekiang in Yunnan, T. s. forresti (ursprünglich als Unterart des Küsten-Streifenhörnchens beschrieben) im Gebirgszug von Lijiang und T. s. russeolus aus dem Gebiet zwischen dem oberen Jangtsekiang und dem Mekong in Yunnan und Sichuan.

## Status, Bedrohung und Schutz
Das Swinhoe-Streifenhörnchen wird von der International Union for Conservation of Nature and Natural Resources (IUCN) als nicht gefährdet (Least concern) eingeordnet. Begründet wird dies durch das große Verbreitungsgebiet und das häufige Vorkommen der Art. Potenzielle bestandsgefährdende Gefahren für diese Art bestehen nicht.

## Belege
1. 1 2 3 4 5 6 7  Robert S. Hoffmann, Andrew T. Smith: Swinhoe's Striped Squirrel. In: Andrew T. Smith, Yan Xie: A Guide to the Mammals of China. Princeton University Press, Princeton NJ 2008, ISBN 978-0-691-09984-2, S. 189.
2. 1 2 3  Richard W. Thorington Jr., John L. Koprowski, Michael A. Steele: Squirrels of the World. Johns Hopkins University Press, Baltimore MD 2012; S. 198–199. ISBN 978-1-4214-0469-1
3. ↑  Robert S. Hoffmann, Andrew T. Smith: Genus Tamiops. In: Andrew T. Smith, Yan Xie: A Guide to the Mammals of China. Princeton University Press, Princeton NJ 2008, ISBN 978-0-691-09984-2, S. 187 ff.
4. 1 2 3 4 5 6 7  Tamiops swinhoei in der Roten Liste gefährdeter Arten der IUCN 2014.2. Eingestellt von: J.W. Duckworth, S.D. Lunde, 2008. Abgerufen am 24. Dezember 2014.
5. 1 2 3  Tamiops swinhoei In: Don E. Wilson, DeeAnn M. Reeder (Hrsg.): Mammal Species of the World. A taxonomic and geographic Reference. 2 Bände. 3. Auflage. Johns Hopkins University Press, Baltimore MD 2005, ISBN 0-8018-8221-4.
6. ↑  Beolens, Watkins & Grayson: The Eponym Dictionary of Mammals. JHU Press, 2009, ISBN 978-0-8018-9304-9, S. 402 (Swinhoe).